# Ahmad Zahir
Ahmad Zahir (Pashto/Dari: احمد ظاهر; 14) (Kabul, 14 juni 1946 - Salangtunnel, 14 juni 1979) was een Afghaanse zanger, liedjesschrijver en componist. Hij werd de “Elvis van Afghanistan” genoemd, en wordt algemeen beschouwd als de grootste zanger aller tijden van Afghanistan. De meeste van zijn liedjes waren in het Dari, gevolgd door het Pashto, met een paar in het Russisch, Hindi en Engels. 
Zahir nam minstens 14 studioalbums op voor zijn abrupte dood op zijn 33e verjaardag in 1979. Zijn muziek was een mengeling van volksmuziek, Perzische literatuur, Indiase klassieke muziek en westerse pop- en rockstijlen. Onder Afghanen wordt hij beschouwd als een icoon van de Afghaanse muziek en wordt hij algemeen beschouwd als de grootste muzikant aller tijden, die postuum onsterfelijke roem opeiste vanwege zijn bijdragen en invloed op de muziek in Afghanistan. Hij is ook een icoon geworden van het Afghanistan van voor de oorlog.

## Beginjaren
Ahmad Zahir werd geboren op 14 juni 1946 (Jauza 24, 1325 van de Jalali-kalender) in Kabul, Afghanistan, in een etnische Pashtun-familie uit de provincie Laghman. Zijn vader, Abdul Zahir, was een koninklijke hofarts die tussen 1971 en 1972 minister van Volksgezondheid en daarna premier van Afghanistan was. Hij was voorzitter van het parlement en een invloedrijke figuur in het tijdperk van koning Zahir Shah die hielp bij het schrijven van de grondwet van Afghanistan van 1964. Ahmad Zahir had een oudere zus, Zahira Zahir, die later bekend zou worden als de kapster van de Amerikaanse president Ronald Reagan en anderen. Hij was ook drie keer getrouwd. Zijn tweede vrouw, Khalida, kwam in mysterieuze omstandigheden om het leven in 1975, wat leidde tot speculaties en zijn tijdelijke arrestatie. Hij had een dochter, Shabnam Zahir, met zijn derde vrouw, Fakhria Zahir.

## Carrière
Zahir ging naar de Habibia High School in Kabul en vormde “de amateurband van de Habibia High School” met Omar Sultan op gitaar, Farid Zaland op conga's en Akbar Nayab op piano. Zahir speelde accordeon en zong. Ze traden lokaal op tijdens openbare feestdagen zoals Nowruz, Eid ul-Fitr en de Afghaanse Onafhankelijkheidsdag. Zahir verwierf aanzienlijke populariteit in Kabul als een getalenteerde zanger met een soulvolle stem. Zijn bariton borststem en suggestieve zang gaven hem de titel “Bulbul-e- Habibya”, “de nachtegaal van Habibia”.
Hij bezocht en studeerde af aan Daru' l-Malimeen (“Teachers' College”) in Kabul, en studeerde twee jaar in India om een diploma te halen als docent Engels. Na zijn terugkeer uit India kreeg Zahir een baan als journalist voor The Kabul Times. Zijn concerten in openbare ruimtes zoals het Hotel Continental en stadions in Kabul en Herat braken met tradities en maakten van hem een pionier in de publieke uitvoeringen van muziek in Afghanistan. Maar al snel begon hij te werken aan zijn eerste album. Hij werkte nauw samen met de Afghaanse componisten Nainawaz en Taranasaz. Zijn eerste opgenomen nummer, “Gar Kuni Yak Nizara”, was zijn eigen compositie, een mix van Indiase raga met westerse popritmes.
Zahir werkte met mentoren als Ismail Azami (saxofonist), Nangalai (trompettist), Abdullah Etemadi (drummer) en andere muzikanten als Salim Sarmast, Nainawaz, Taranasaz en Mashour Jamal. Hij nam meer dan 22 albums op in de jaren 1970. Zijn liedjes stonden bekend om hun zachte toon, poëtische stijl, meeslepende diepgang en gepassioneerde emotionele evocatie.[citaat nodig] Zahir was hooguit 10 jaar actief in de Afghaanse muziek, maar toch slaagde hij erin om meer dan 30 albums op te nemen. Dit was en is uniek in elke muziekindustrie over de hele wereld. Al deze albums waren succesvol en werden (tot op de dag van vandaag) door iedereen geaccepteerd. De muzikanten slaagden erin om deze opnames bijna 40 jaar geleden te voltooien met bijna geen technologie van de wereld van vandaag, en alles werd live opgenomen.
Er bestaat een controverse over de relatie tussen zijn lied “Tanha Shodam Tanha” en Claude Morgans lied “El Bimbo” (1974). Sommige bronnen dateren het lied en het album “Lylee” waarop het verscheen uit 1971, wat Morgan's versie een cover zou maken, en sommige (meestal gebaseerd op een eerdere versie van dit artikel) dateren het uit 1977, waardoor de relatie wordt omgekeerd.
Vanwege zijn muzikale familieachtergrond hielp Zahir muziek als een meer gerespecteerd beroep te vestigen, wat weer leidde tot de oprichting van The Kabul Music School in 1974.
Na de Saurrevolutie in 1978 bekritiseerde Zahir de leiders van het nieuwe communistische regime in drie liedjes in verzet tegen hun onderdrukking, zichzelf modellerend naar een van zijn helden, John Lennon, die rockmuziek gebruikte voor anti-oorlogsverzet in het westen. Zijn muziek werd daarop gecensureerd van nationale radio en televisie. Plannen om een album met veertien nummers visueel op te nemen werden belemmerd door politieke inmenging, waardoor slechts twee videoclips werden voltooid.

## Muzikale stijl en bijdragen
Ahmad Zahir reisde naar Mumbai, India, waar hij zich verder ontwikkelde als muzikant en beïnvloed werd door Indiase muziek. Deze elementen integreerde hij later in zijn eigen unieke stijl, waarin traditionele Afghaanse muziek werd vermengd met westerse en Indiase invloeden.
Van alle Afghaanse muzikanten is Ahmad Zahir de persoon die het meest in verband wordt gebracht met het creëren van het kenmerkende Afghaanse muziekgeluid. Na de grote Afghaanse zanger Sarban, speelde Zahir de meest vitale rol in de ontwikkeling van de Afghaanse muziekstijl. Hoog opgeleid, bereisd en een buitengewoon begaafd muzikant, had Zahir een overweldigende passie voor muziek en kunst sinds zijn vroege jeugd. Hij leerde verschillende muziekinstrumenten bespelen, waaronder harmonium, gitaar en accordeon (zijn favoriete instrument) tegen de tijd dat hij 16 jaar oud was. Zijn bevoorrechte en welvarende achtergrond (zijn vader, Abdul Zahir, was ambassadeur, minister en later premier van Afghanistan) gaf hem de kans om te reizen en kennis te maken met de ontluikende muzikale revolutie van de jaren 60 en 70 in de Verenigde Staten, Europa en India. Hij was een fervent luisteraar van alle muziekgenres en verwerkte elementen van westerse (pop, rock, jazz), Indiase, Midden-Oosterse (Arabisch, Iraans), Europese (Frans en Italiaans belle chanson, Spaanse Flamenco) en Afghaanse folk in zijn liedjes.
Hoewel het aparte Afghaanse geluid (in tegenstelling tot de Indiase klassieke, Afghaanse folkloremuziek en westerse muziek) werd gecreëerd door de Perzische zanger Sarban in samenwerking met de legendarische componist Salim Sarmast, was Zahir degene die het geluid populariseerde en naar de massa bracht. Sarban's liedjes zoals Ahesta Bero, Khorsheede Man, Ay Sarban, Mushjke Taza Mebartad, Dar Daaman-e-Sahra, worden beschouwd als de parels van de Afghaanse Perzische muziek. Echter, de sombere poëzie, complexe muziek en tal van andere subtiliteiten van deze liederen kon alleen worden gewaardeerd door een minderheid van hoog opgeleide en erudiete Afghanen. De liederen waren geen populair vermaak voor de gewone man. Ahmad Zahir vereenvoudigde de lyrische, compositorische en orkestrale aspecten van de muzikale traditie van Sarban en Sarmast. Dit betekent niet dat hij de stijl simplistisch maakte, maar dat hij het toegankelijk en dus enorm populair maakte voor de massa, vooral de jeugd van Afghanistan. Bijvoorbeeld Zahir's lied “Khoda Buwat Yaret” is een geweldig voorbeeld van een onmiskenbaar Afghaans muzikaal geluid. De tekst van het lied is begrijpelijk voor bijna alle Perzische sprekers, ongeacht hun opleiding en kennis van de Perzische poëtische traditie, maar toch is de poëtica, beeldspraak en emotionele impact net zo krachtig als de beste liedjes van Sarban. Als gevolg van deze toegankelijkheid van Ahmad Zahir's liedjes, werd de overgrote meerderheid van de toekomstige Afghaanse zangers die zongen in de unieke Afghaanse stijl in de eerste plaats beïnvloed door Ahmad Zahir en niet Sarban (wiens liedjes weinigen hadden gehoord). Zo kan Zahir echt worden gecrediteerd als de zanger die verantwoordelijk is voor de realisatie van een unieke en aparte Afghaanse muzikale taal-afgezonderd van de Indiase, Iraanse, westerse en folkloristische muzikale tradities.
Zahir's debuutalbum werd opgenomen met Radio Kabul. Het is het eerste Afghaanse album dat in het westerse muziekgenre valt en voornamelijk uit popsongs bestaat. Maar hoewel de ritmes, melodielijnen en textuur van de nummers herkenbaar waren als Afghaanse pop, was er toch een prominent Afghaans (of eigenlijk oosters) element te horen - in plaats van drums te gebruiken, koos Zahir voor de tabla om het ritme van de nummers vast te houden. Zahir's favoriete instrument, de accordeon (een westers, zij het niet popinstrument) komt veel voor op dit album. Het populairste nummer van dit album was “Az Ghamat Ay Nazanin”.
Het was echter Zahir's tweede album (ook opgenomen met Radio Kabul) dat hem niet alleen superster maakte, maar ook door critici werd geprezen als een artistiek meesterwerk. Het album heeft een duidelijk Afghaans geluid, een voortzetting van de Afghaanse muziekstijl van zanger Sarban en Salim Sarmast. Maar in tegenstelling tot de muziek van het duo Sarban & Sarmast (die tekstueel zeer erudiet en muzikaal complex waren), behoudt het album van Zahir de belangrijkste elementen van het Afghaanse geluid, maar met een zeer populaire en gemakkelijk toegankelijke tekstuele en muzikale taal. Nummers als Hama Yaranam, Rozo Shabam (een samenwerking met de grote Afghaanse zanger Nashenas), Tanha tuyere en Tora Afsoone Chashmanam waren enorm populair vanwege hun gemakkelijk toegankelijke teksten (vooral voor de jeugd) en een geluid dat perfect paste bij het Afghaanse muzikale smaakpalet.
Andere albums en nummers van Zahir zetten meestal de muzikale stijl van dit album voort met nummers als Agar Bahar Beyayad, Laili Lail Jan, Khuda buwat Yaret. Zahir was een van de eerste Afghaanse muzikanten die niet terugdeinsde voor het coveren van geweldige nummers van andere artiesten. Hij beschouwde het coveren van muziek van andere artiesten als een eerbetoon aan hun artistieke genialiteit. Hij coverde een playback van de beroemde Indiase film Bobby (die toen een hit was in Afghanistan), Iraanse liedjes (Sultan-e Qalbha, Hargez Hargez, Hamash Dardo Hamash Ranjo), en zelfs enkele van de groten van het westen Enrico Macias, Elvis Presley. Deze veelzijdigheid en bereidheid om muzikale creaties van anderen over te nemen voor zijn eigen optreden, versterkte de verdienste van zijn eigen muzikale creaties enorm.
In 1972 nam Zahir het nummer "Deegar Ashkam Mariz" op, de Perzische versie van het Russische lied Dorogoj dlinnoju van Boris Fomin en tekstschrijver Konstantin Podrevskii. Dit lied is in het Westen vooral bekend door de Engelse versie Those Were the Days van Mary Hopkin, die in 1968 een hit werd. "Deegar Ashkam Mariz" werd bijzonder populair in Afghanistan tijdens de late jaren '70, een betrekkelijk zorgeloze en gelukkige periode van vrede voordat het land werd geteisterd door langdurige conflicten. Door de weemoedige tekst heeft dit nummer sindsdien een speciale betekenis gekregen voor vele Afghanen, als een symbool van nostalgie naar betere tijden.
Deze veelzijdigheid en bereidheid om muzikale creaties van anderen over te nemen voor zijn eigen optreden, versterkte de verdienste van zijn eigen muzikale creaties enorm.

## Moord
Ahmad Zahir werd op 14 juni 1979, op zijn 33e verjaardag, door een onbekende schutter vanaf de top van een berg vermoord. In de media werd gemeld dat hij omkwam bij een auto-ongeluk in het Chapraq-dorpje in de buurt van de Salangtunnel. Hij reed in een vurige rode luxe auto, die op een rots botste. Opvallend genoeg overleefden drie andere passagiers het ongeluk ongedeerd, wat leidde tot speculaties over de oorzaak van zijn dood. Er zijn echter een paar die beweren dat hij werd vermoord omdat zijn politieke standpunt in strijd was met de marxistische regering van die tijd; vermoedelijk werd hij door een goede vriend en twee vrouwelijke medeplichtigen uit de stad gelokt en vervolgens vermoord. Anderen geloven dat hij werd vermoord op bevel van de hooggeplaatste politicus Hafizullah Amin of op bevel van Amin's vertrouweling Daoud Taroon, vanwege een affaire tussen Zahir en Amin's dochter. Een grote menigte rouwenden woonde Zahir's begrafenis in Kabul bij, waardoor de straten van de stad verstopt raakten en de dagelijkse activiteiten tot stilstand kwamen. Hij liet een zoon achter, Rishad, van zijn eerste vrouw Najia, van wie hij uiteindelijk scheidde.
In één van zijn liedjes lijkt een aankondiging van zijn dood te staan:
```
Mijn dood zal op een dag komen,
In de heldere lente van lichtgolven.
De grond roept mij elk moment naar zich toe,
Ze komen van het pad af om mij in het graf te leggen.
Helaas, misschien mijn geliefden om middernacht,
Zal bloemen op mijn treurige graf leggen.
[
17
]
```

## Erfenis
Na zijn dood werd Zahir beschouwd als een nationale held. Zijn graftombe werd eind jaren '90 vernield door leden van de Taliban, een mausoleum dat een soort bedevaartsoord was geworden voor zijn vele bewonderaars. Het werd onlangs nog in 2018 gerenoveerd door fans die een stichting in zijn naam hebben opgericht in de hoop zijn nalatenschap voort te zetten. Dat mausoleum is opnieuw een trekpleister voor talloze bewonderaars geworden.
Ahmad Zahir blijft een icoon onder de Afghaanse diaspora. Zijn liederen over ballingschap, vrijheid, en liefdesverdriet verbinden generaties Afghanen met hun culturele wortels, vooral in tijden van politieke onrust en diaspora.
Zijn liedjes “Khuda Buwad Yaret”, “Asman Khalist”, “Agar Bahar Beyayad”, “Laili Laili Jan”, “Chashme Siya Dari”, “Zim Zim (Kajaki Abroyet)” en vele andere, zijn bekend bij de overgrote meerderheid van de Afghanen. Ze worden gerekend tot de beste liedjes uit de Afghaanse muziekgeschiedenis.
Zahir werd genoemd als een van de 50 gouden stemmen in de geschiedenis die internationaal hun stempel hebben gedrukt, volgens National Public Radio (NPR).
De Academy Award-genomineerde Amerikaanse filmregisseur Sam French is in 2018 aangetrokken om een documentairefilm over het leven van Zahir te regisseren.

## Discografie

### Afghaanse muziekalbums
- Vol. 1 – Dilak am (1973)
- Vol. 2 – Bahar (1973)
- Vol. 3 – Shab ha ye zulmane (1974)
- Vol. 4 – Mother (1974)
- Vol. 5 – Awara (1975)
- Vol. 6 – Ghulam-e Qamar (1975)
- Vol. 7 – Sultan Qalbaam (1976)
- Vol. 8 – Az Ghamat Hy Nazaneen (1976)
- Vol. 9 – Gulbadaan (1971)
- Vol. 10 – Yaare Bewafa (1977)
- Vol. 11 – Lylee (1977)[38][39]
- Vol. 12 – Ahmad Zahir and Jila (1978)
- Vol. 13 – Ahange Zindagee (1978)
- Vol. 14 – Shab-e Hijraan (1979) (posthumous release)

Opmerking: Op de audiocassetteversies van veel van Zahir's Afghan Music albums ontbreken enkele nummers die wel op de originele vinylplaten staan.

### Ariana muziekalbums
- Vol. 1 – Daard-e Dil (1972)
- Vol. 2 – Mosum-e Gul (1977)

Opmerking: De originele Ariana Music albums bevatten veel verborgen tracks.

### Muziekcentrum albums
- Vol. 1 – Ashiq rooyat Mon (1973)
- Vol. 2 – Neshe Gashdum (1976)
- Vol. 3 – Lylee Jaan (1977)
- Vol. 4 – Ahmad Zahir Ba Sitara Haa (1977)
- Vol. 5 – To Baamanee (1978)

### Andere discografieinformatie
- Hij nam slechts 2 videoclips op voor Radio Kabul TV: “Laylee Jaan” in 1976 en ‘Khuda Buwat Yarret’ in 1977.
- Zahir nam verschillende nummers op in de studio's van Radio Kabul en Radio Afghanistan die later op albums verschenen. Acht van deze albums zijn uitgebracht.